# 모하메드 아타
모하메드 모하메드 엘아미르 아와드 엘사예드 아타(1968년 9월 1일 ~ 2001년 9월 11일, 아랍어: محمد محمد الأمير عوض السيد عطا)는 이집트의 테러리스트로 이슬람 무장조직 알카에다의 구성원이었으며, 9.11 테러를 일으킨 테러리스트이다.
1990년대의 모하메드 아타는 독일 유학을 다녀왔고, 그 과정에서 알카에다에 심취하게 된다. 2001년 모하메드 아타는 알카에다의 지도자 오사마 빈 라덴의 지시를 받고 GPS 장비를 구입했다. 2001년 9월 11일 모하메드 아타는 압둘라지즈 알오마리, 사탐 알수카미, 왈레드 알셰흐리와 와일 알셰흐리 형제 등 나머지 테러리스트들과 함께 오전 6시 경에 매사추세츠주 보스턴의 로건 국제공항에 도착했다. 모하메드 아타 등 5명의 테러리스트들은 아메리칸 항공 11편에 탑승했다.
오전 8시 15분경 아메리칸 항공 11편이 납치되고, 결국 그날 오전 8시 46분 아메리칸 항공 11편은 미국 뉴욕 시에 있는 세계 무역 센터 북쪽 빌딩 93~99층에 충돌했고 테러리스트 5명을 비롯한 승객 92명 전원이 사망하였다.

## 같이 보기
- 9.11 테러
- 아메리칸 항공 11편 테러 사건